# AgustaWestland AW189

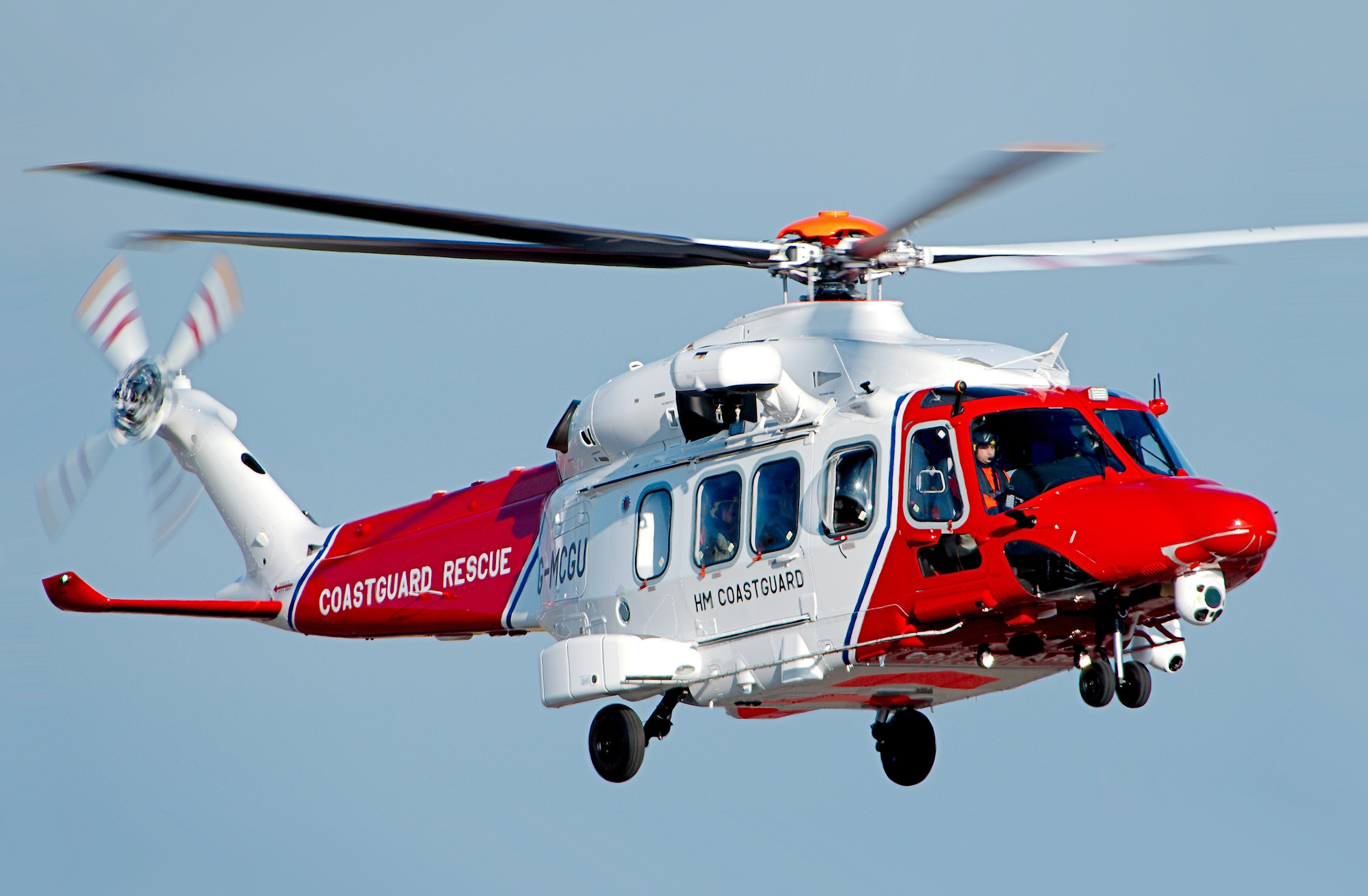
AgustaWestland AW189.

L'AgustaWestland AW189 est un hélicoptère bimoteur super medium italien produit par Leonardo. Aw189  est un hélicoptère biturbine à l'architecture conventionnelle.
Il est dérivé de l'AgustaWestland AW149 et partage des similitudes avec l'AgustaWestland AW139 et l'AgustaWestland AW169.
|              |                        |
| Rôle         | Hélicoptère polyvalent |
| Constructeur | AgustaWestland         |